# キャロル・チョムスキー
キャロル・チョムスキー（英: Carol Chomsky、1930年7月1日 - 2008年12月19日）は、アメリカ合衆国の言語学者である。
主著はThe Acquisition of Syntax in Children From 5 to 10で、言語獲得の分野では重要な文献となっている。

## 生涯
ペンシルベニア州フィラデルフィアに生まれる。結婚前の名はキャロル・ドリス・シャッツ（Carol Doris Schatz）。 5歳から知り合いだったノーム・チョムスキーと1949年に結婚した。その後、イスラエルのキブツに滞在したことがある。彼女の父はヘブライ語学校の校長であり、母はそこの教師だった。なお、ノームの父はヘブライ語学者であり、ノームも10代にヘブライ語を教えている。
1951年にペンシルベニア大学よりフランス語で学士号を取得し、1968年にハーバード大学より言語獲得に関する学位論文によって博士号を取得している。その頃、夫ノームはベトナム戦争に対する反対活動の政治犯として投獄されており、一家の生計を立てるため、キャロルは教師として働いていた。1972年より1997年までハーバード大学教育学部で教鞭をとった。
ハーバード大学を退職後は多忙な夫をサポートしていた。
2008年12月19日、癌のためマサチューセッツ州レキシントンの自宅で永眠。78歳没。

## The Acquisition of Syntax in Children From 5 to 10
キャロルの主要著作であるThe Acquisition of Syntax in Children From 5 to 10は現在の知見からは問題があるものの、後の幼児のシンタクス獲得の研究に大いに刺激を与えた。以下に概要を述べる。
言語獲得において、まずセマンティクスが獲得され、およそ5歳から5歳半でシンタクスの規則が獲得され、ちょうど初等学校の年齢の間、規則の獲得が継続される。これは、5歳以下の幼児が次のようなシンタクスを背景とする現象で正しい判断を示せないことによる。
ひとつは語彙に支配された現象で、コントロール構文の補文主語の空所(1)、tough構文の補文目的語の空所(2)の解釈がちゃんとできず、表層上類似した構文(1', 2')とシンタクスに関わる区別ができない。
1. Noam promised Caroli ( PROi to go to Harvard)
1'.Noam told Caroli ( ti to go to Harvard)
2. Caroli is easy (to please ti)
2'.Carol is eager (to please PROarb)
もうひとつは束縛原理Cに関わる現象で、3において、代名詞がそれが統御する名詞と同一指示になるという誤った判断をしめす。
3. Hei said Noami was sick
このような統語現象に関して、およそ5歳から5歳半で劇的に正しい判断が示せるようになる（但し、現在では遅くともおよそ3歳で正しい判断が示せると考える十分な根拠がある）。これにより、シンタクスの規則はすでに獲得されているセマンティクスに駆動されて獲得されるという。
キャロルは幼児の統語判断を知るために人形や絵を用いた最初の研究者であり、幼児の言語獲得のテストの重要な礎を築いた。